# Helixanthera tetrapartita
Helixanthera tetrapartita är en tvåhjärtbladig växtart som först beskrevs av Eileen Adelaide Bruce, och fick sitt nu gällande namn av D. Wiens & R.M. Polhill. Helixanthera tetrapartita ingår i släktet Helixanthera och familjen Loranthaceae. Inga underarter finns listade i Catalogue of Life.